# Józef Dzioba
Józef Dzioba (ur. 7 grudnia 1891 w Zbulitowie, zm. 27 listopada 1950 w Łodzi) – polski duchowny rzymskokatolicki, urzędnik kościelny różnych szczebli, wykładowca, ostatni przedwojenny rektor Wyższego Seminarium Duchownego w Łodzi.
Święcenia kapłańskie przyjął w 1915. Początkowo pracował w archidiecezji warszawskiej, jednak, gdy w 1920 powstała diecezja łódzka, został do niej inkardynowany. W Łodzi był potem wikariuszem w katedrze oraz notariuszem kurii, notariuszem sądu biskupiego, cenzorem publikacji religijnych i profesorem w seminarium duchownym. W 1932 po rezygnacji ks. Jacobiego ze stanowiska rektora seminarium został obrany jego następcą. Rektorem był aż do zamknięcia seminarium przez Gestapo w lutym 1940. Mimo iż niemieccy oficerowie już jesienią 1939 nakazali zaprzestać dalszego prowadzenia działalności edukacyjnej, wspólnie z innymi kapłanami wykładał (on sam prawo kanoniczne) i zarządzał seminarium jeszcze przez kilka miesięcy.
Zaraz po zakończeniu działań wojennych został proboszczem parafii św. Anny w Łodzi i funkcję tę sprawował do końca swego życia. Zmarł pięć lat po wojnie.